# Hubertien en Willemien
Hubertien en Willemien is een Nederlandse kinderserie die in 1997 en 1999 werd uitgezonden door Villa Achterwerk. Hubertien wordt gespeeld door Karen van Holst Pellekaan en Willemien door Carolien van den Berg.

## Verhaal
Hubertien (Huub) en Willemien (Wim) wonen met hun tweetjes in een rommelig huisje in het bos, zonder buren, telefoon, televisie of brievenbus: ze hebben alleen hun eigen fantasie. Maar de fantasie van Huub en Wim is erg groot: regelmatig verkleden ze zich en spelen iemand anders. Als de een speelt dat ze in een chic restaurant gaat eten, dan is de ander meteen de ober. Hun spelletjes lopen vaak uit de hand en eindigen dan in slaande ruzie. Dan zitten ze elkaar met koekepannen achterna en schelden ze met zelfverzonnen spreekwoorden (vlaggenmast, akelige kachelpook, duffe kroket, kwarkpunt). Op het einde maken ze het altijd weer goed en drinken ze 's avonds samen een kopje hete chocomelk.

## Afleveringen
| Aflevering | Datum            | Titel           |
| ---------- | ---------------- | --------------- |
| 1          | 2 februari 1997  | Ziek            |
| 2          | 9 februari 1997  | Vermist         |
| 3          | 16 februari 1997 | Indiaan         |
| 4          | 23 februari 1997 | Restaurant      |
| 5          | 2 maart 1997     | De schat        |
| 6          | 9 maart 1997     | Vakantie        |
| 7          | 16 maart 1997    | Het ruimteschip |
| 8          | 21 februari 1999 | Ridder          |
| 9          | 28 februari 1999 | Zwammen         |
| 10         | 7 maart 1999     | Spoken          |
| 11         | 14 maart 1999    | De ramp         |
| 12         | 21 maart 1999    | Theater         |
| 13         | 28 maart 1999    | De engel        |
| 14         | 4 april 1999     | Loch Ness       |